# Pseudomyas
Pseudomyas is een geslacht van kevers uit de familie van de loopkevers (Carabidae). De wetenschappelijke naam van het geslacht is voor het eerst geldig gepubliceerd in 1929 door Uyttenboogaart.

## Soorten
Het geslacht Pseudomyas is monotypisch en omvat slechts de volgende soort:
- Pseudomyas doramasensis Uyllenboogaart, 1929